# Mañana a esta hora
Mañana a esta hora es una película dramática colombo canadiense de 2017 dirigida por Lina Rodríguez y protagonizada por Laura Osma y Maruia Shelton. Participó en importantes eventos a nivel internacional como el Festival de Cine de Locarno, el Festival de Cine de Mar del Plata y el Festival de Cine de Sao Paulo, entre otros.

## Sinopsis
Adelaida es una linda joven que vive con sus padres en un pequeño apartamento en la ciudad de Bogotá. Todo en esta familia funciona con un perfecto pero delicado equilibrio que empieza a romperse cuando llegan las típicas dificultades de la adolescencia para Adelaida. Tras discutir repetidamente con su madre, algo que antes no ocurría, los problemas en el seno familiar empiezan a hacerse más frecuentes. Pero el verdadero reto para esta familia llega cuando ocurre una inesperada tragedia, que pondrá a prueba la unidad de sus integrantes.

## Reparto
- Laura Osma es Adelaida.
- Maruia Shelton es Lena.
- Francisco Zaldúa es Francisco.
- Clara Monroy es Elsa.
- Francisco Restrepo es Jerónimo.
- Catalina Cabra es Catalina.
- Juan Miguel Santana es Antonio.
- Juan Pablo Cruz es Pablo.
- Valentina Gómez es Valeria.
- Alejandra Adarve es Camila.